# Striatanus dentatus
Striatanus dentatus är en insektsart som beskrevs av Li och Wang 1995. Striatanus dentatus ingår i släktet Striatanus och familjen dvärgstritar. Inga underarter finns listade i Catalogue of Life.